# 3921 Klementʹev
3921 Klementʹev је астероид главног астероидног појаса чија средња удаљеност од Сунца износи 2,645 астрономских јединица (АЈ).
Апсолутна магнитуда астероида је 12,7.